# Markus Möstl
Markus Möstl (* 13. April 1969 in Weiden in der Oberpfalz) ist ein deutscher Rechtswissenschaftler und Hochschullehrer. Er lehrt an der Universität Bayreuth.
Nach dem Abitur am Ludwigsgymnasium in München im Jahr 1988 leistete er den Wehrdienst ab und studierte dann Rechtswissenschaften an den Universitäten München und Oxford. Im Jahre 1998 promovierte Möstl an der Universität München und habilitierte sich dort 2001. Einer einjährigen Lehrtätigkeit an der Universität München als Privatdozent folgte 2003 ein Ruf an die Universität Bayreuth, an der er Inhaber des Lehrstuhls für Öffentliches Recht und Wirtschaftsrecht ist.

## Schriften
- mit Michael Bäuerle: Polizei- und Ordnungsrecht Hessen. Kommentar. Beck, München 2020.
- mit Bernhard Weiner: Polizei- und Ordnungsrecht Niedersachsen. Kommentar. Beck, München 2020.
- mit Dieter Kugelmann: Polizei- und Ordnungsrecht Nordrhein-Westfalen. Kommentar. Beck, München 2020.
- mit Christoph Trurnit: Polizeirecht Baden-Württemberg. Kommentar. Beck, München 2020.
- mit Achim Seidel, Ekkehart Reimer: Allgemeines Verwaltungsrecht. Mit Kommunalrecht und Bezügen zum Verwaltungsprozessrecht sowie zum Staatshaftungsrecht. Beck, 3. Auflage, München 2019.
- mit Josef Franz Lindner, Heinrich Amadeus Wolff: Verfassung des Freistaates Bayern. Kommentar. Beck, 2. Auflage, München 2017.
- Bundesstaat und Staatenverbund. Staats- und Verfassungsrecht im Föderalismus. Schöningh, Paderborn 2012.
- Vertrag von Lissabon. Einführung und Kommentierung. Konsolidierte Fassung der Verträge und deutsche Begleitgesetzgebung. Olzog, München 2010.
- Verfassung für Europa. Einführung und Kommentierung mit vollständigem Verfassungstext. Olzog, München 2005.
- Die staatliche Garantie für die öffentliche Sicherheit und Ordnung. Sicherheitsgewährleistung im Verfassungsstaat, im Bundesstaat und in der Europäischen Union. Mohr Siebeck, Tübingen 2002.
- Grundrechtsbindung öffentlicher Wirtschaftstätigkeit. Insbesondere die Bindung der Nachfolgeunternehmen der Deutschen Bundespost an Art. 10 GG nach der Postreform II (= Münchener Universitätsschriften. Bd. 137). Beck, München 1998.